# 三浦徳子 (女優)
三浦 徳子（みうら とくこ、1940年8月25日 - ）は日本の女優。大阪府出身。

## 出演作品

### テレビドラマ
- 銭形平次（CX / 東映）
  - 第47話「地獄の罠」（1967年）- お種
  - 第171話「いのちの鏡」（1969年） - 豊千代
  - 第195話「江戸っ子長屋」（1970年） - 小春
  - 第208話「五里霧中」（1970年） - お時
  - 第237話「瓢かんざし」（1970年） - お時
  - 第252話「地獄街道」（1971年） - お幸
  - 第303話「洲崎弁天横丁」（1972年） - お紺
  - 第333話「猫撫で地蔵」（1972年） - お紋
  - 第347話「八丈追分節」（1972年） - お町
  - 第364話「泣くな八五郎」（1973年） - お仙
  - 第367話「日陰に散った涙花」（1973年） - おせき
  - 第392話「泥に咲いたまごころ」（1973年） - お秋
  - 第531話「八五郎の約束」（1976年） - お秋
  - 第556話「居酒屋」（1977年） - おとき
  - 第571話「清吉の十両」（1977年） - お豊
  - 第592話「めぐりあい」（1977年） - おとせ
  - 第621話「しのぶ河岸」（1978年） - おたき
  - 第643話「姿なき殺人」（1978年） - お芳
  - 第661話「父ぅちゃんガンバレ」（1978年） - お艶
- 水戸黄門（TBS / C.A.L.）
  - 第1部 第10話「母恋い馬子唄 -松阪宿-」（1969年10月6日）- 早苗
  - 第2部 第22話「泣くものか -垂井-」（1971年2月15日）- 入間家の女中
  - 第3部 第22話「泣く子にゃ勝てぬ黄門さま -吉田-」（1972年1月31日）- 於鶴の方
  - 第7部 第5話「何の因果で若旦那 -花巻-」-」（1976年6月21日）- 芸者
  - 第8部 第10話「命賭ける時 -名古屋-」（1977年9月19日） - お福の方
  - 第11部 第9話「胸に悲願の裏切り者 -佐倉-」（1981年年2月2日） - お国
  - 第15部 第21話「意地で守った名人芸 -鳥取-」（1985年6月17日）- 料亭の女将
  - 第16部（1986年 - 1987年）
    - 第20話「九谷焼に賭けた兄弟愛 -大聖寺-」（1986年9月8日）- もみじ屋の女将
    - 第26話「おてんば姫君七変化 -亀田-」（1986年10月20日）- 侍女長

  - 第17部（1987年 - 1988年）
    - 第17話「黄門様のお忍び指南 -松山-」（1987年12月21日） - 治兵衛の女房
    - 第19話「悪を懲らした石見神楽 -浜田-」（1988年1月4日） - 村娘

  - 第20部 第39話「八兵衛そっくりお殿様 -久保田-」（1991年8月5日）- おくら
  - 第21部 第13話「鬼と呼ばれた母の真実 -延岡-」（1992年6月29日）- 前田屋の女将
  - 第22部（1993年 - 1994年）
    - 第5話「陰謀渦巻く大井川 -島田-」（1993年6月14日） - お倉
    - 第15話「牢屋に入った黄門様 -広島-」（1993年8月23日） - 女将

  - 第23部（1994年 - 1995年）
    - 第9話「悪を裁いた偽黄門様 -糸魚川-」（1994年9月26日） - お芳
    - 第24話「お銀に惚れた人形師 -福岡-」（1995年1月23日） - 女将

  - 第24部 第28話「悪を砕いた世直し剣 -長岡-」（1996年4月8日）- おりき
  - 第25部 第13話「哀しい疵を抱く女 -本荘-」(1997年7月21日)　- おきみ
  - 第26部 第10話「陰謀砕く男の勇気 -延岡-」（1998年4月20日） - 濱乃おれん
  - 第28部（2000年）
    - 第3話「箱根の山で敵討ち -箱根-」（2000年3月20日） - 改め女（女改め）
    - 第17話「暴れん坊は紀州の若様 -京都-」（2000年7月10日）

  - 第40部 第19話「恋しい父は悪の手先！？ -島田-」（2009年12月14日）- お婆様
- 大岡越前（TBS / C.A.L.）
  - 第2部 第22話「幻術師」（1971年）- 石川家の御新造様
  - 第5部 第3話「欲しかった思い遣り」（1978年）- 大店の女房
- 必殺シリーズ (ABC)
  - 必殺仕置人 第22話「楽あれば苦あり親はなし」（1973年9月15日） - おまき
  - 助け人走る 第14話「被害大妄想」（1974年1月19日） - しのぶ
  - 必殺仕置屋稼業 第23話「一筆啓上墓穴が見えた」（1975年12月5日） - お里
  - 必殺仕業人 第6話「あんたこの仕業どう思う」（1976年1月23日） - お松
  - 新・必殺仕置人
    - 第19話「元締無用」（1977年6月3日）- おさと
    - 第30話「夢想無用」（1977年8月19日）- おきぬ

  - 必殺仕事人
    - 第60話「狙い技仁義無用斬り」（1980年7月18日） - お新
    - 第72話「念じ技偽説法ざんげ斬り」（1980年10月24日）- お久

  - 新・必殺仕事人 第20話「主水 つらく夜勤する」（1981年10月2日）- 宇女若
  - 必殺仕事人III （1982年 - 1983年） - 西巴 （準レギュラー）
  - 必殺仕事人IV （1983年 - 1984年） - 西巴 （準レギュラー）
  - 年忘れ必殺スペシャル 仕事人アヘン戦争へ行く 翔べ!熱気球よ香港へ（1983年12月30日） - 西巴
  - 必殺仕事人V （1985年） - 西巴 
    - 第1話「主水、脅迫される」（1985年1月11日）
    - 第2話「主水、混浴する」（1985年1月18日）

  - 必殺まっしぐら！第2話「相手は京の欲ボケ貴族」（1986年8月15日）-女房
- 遠山の金さん (テレビ朝日)
  - 第1シリーズ
    - 第42話「花火に賭けた心意気」（1976年）
    - 第81話「お京・合掌！」（1977年）
    - 第93話「盗っ人修行」（1977年）

  - 第2シリーズ
    - 第3話「火神に憑かれた娘」（1979年）
    - 第9話「秩父数え唄ひとつとせ」（1979年）
- 江戸を斬る（TBS / C.A.L.）
  - 江戸を斬るII
    - 第19話「桜吹雪が闇に舞う」（1976年）- 女将
    - 第21話「目撃者は花嫁」（1977年）- 芸者

  - 江戸を斬るIII
    - 第2話「狼たちの掟」（1977年）- 飲み屋街の女
    - 第17話「罠に掛った死神」（1977年）- 上総屋の女中
    - 第19話「どじな兄貴の妹想い」（1977年）- 姐御

  - 江戸を斬るV 第13話「酔っていた目撃者」（1977年）- 主婦
  - 江戸を斬るVII 第21話「殺しの陰で嗤う奴」（1987年）
  - 江戸を斬るVIII
    - 第4話「恋人を殺された女」（1994年）
    - 第19話「浮世絵に死の匂い」（1994年）
- 遠山の金さん 杉良太郎版 （NET/東映）　
  - 第1シリーズ
    - 第81話「お京・合掌！」（1977年）- 佐助女房 こまち
    - 第93話「盗っ人修行」（1977年）- 松平陸奥守侍女

  - 第2シリーズ
    - 第9話「秩父数え唄ひとつとせ」（1979年）- お品
- 暴れん坊将軍シリーズ（ANB / 東映）
  - 吉宗評判記 暴れん坊将軍
    - 第24話「七里飛脚は鬼より恐い」（1978年） - 千鳥の女将
    - 第67話「大岡越前守自決す!」（1979年） - おりん
    - 第97話「おっ母ぁなんか要らねえや!」（1980年） - お濃の方
    - 第116話「死んで花実の咲いたやつ」（1980年） - お春
    - 第132話「駆けろ! 天下の紀州号」（1980年） - おれん
    - 第144話「御命焼酎一升にて候」（1981年） - お由
    - 第156話「子連れじょんがら無念流」（1981年） - 佳世

  - 暴れん坊将軍II
    - 第6話「絵文字が告げた吉宗暗殺」（1983年） - おとき
    - 第90話「春に出初めの木遣り唄!」（1985年） - おとく
    - 第141話「悲願! お小夜アイヤぶし」（1986年） - おせん
    - 第151話「あかりが欲しい! 恋の辻占」（1986年） - 刀根
    - 第178話「怨みを染めたつのかくし!」（1986年） - お馬

  - 暴れん坊将軍III
    - 第37話「さまよう鬼女の面」（1988年） - 絹代
    - 第44話「吉宗無情、寒菊は語らず!」（1988年） - 女将
    - 第75話「危うし! 妖刀に正義ありや」（1989年） - 酌女
    - 第91話「狙われた四人の目撃者!」（1990年） - 菊枝

  - 暴れん坊将軍IV
    - SP「ご生母、謎の失踪! 吉宗、江戸城決戦春一番!!」（1991年）
    - 第29話「お役者新さん 花の廻り舞台!」（1991年） - 吉野
    - 第65話「陰謀あばいた饅頭姫!」（1992年） - 槇尾

  - 暴れん坊将軍V 第32話「潜入! いれずみ湯の風来坊」（1994年） - よね
  - 暴れん坊将軍VI 第9話「おいらん高尾太夫の正夢」（1995年） - お甲
  - 暴れん坊将軍VII 第15話「花の板前、妻敵討ち!」（1996年） - 料亭おかみ
- 長七郎天下ご免! （テレビ朝日/東映）
  - 第7話「あきない札を喰った奴」（1979年） - おせん
  - 第39話「母恋い夢枕」（1980年） - おはる
- 徳川の女たち（第3部）（1980年、フジ）- 浪路
- 遠山の金さん (高橋英樹)（テレビ朝日）
  - パート1
    - 第20話「尼寺（秘）迷い込んだ若侍!」（1982年）
    - 第89話「決死の殴り込み・死装束の遠山金四郎!」（1984年）
    - 第150話「女遊び人・昇り竜のお篠七変化!」（1985年）

  - パート2 第10話「愛のお葬式・私は無実です!」（1985年）
- 名奉行 遠山の金さん
  - 第2シリーズ 第18話「夜空を飛んだ女の執念」（1989年）- 菜穂
  - 第3シリーズ 第15話「消えた殺人者、美女の仇討!」（1990年）- 水茶屋の女将
  - 第4シリーズ 第25話「裏切りの矢! 八丈島から来た女」（1992年）- くめ
  - 第5シリーズ 第29話「満月の夜に人妻が襲われる!」（1993年）- お政
- 長七郎江戸日記（NTV / ユニオン映画）第2シリーズ 第50話「桜川、母娘花」（1989年）- 旅篭の女将
- 将軍家光忍び旅 第13話「決闘! 子の刻参上」（1990年-1991年、ANB / 東映）- お松